# Vlhlavy
Vlhlavy (dříve také Výhlava, Wihlaw, Výhlavy, v místním nářečí Vyhlavy) jsou malá vesnice, část obce Sedlec v okrese České Budějovice v Jihočeském kraji. Nachází se asi 2,5 kilometru jižně od Sedlce, rozložena při obou koncích hráze velkého Vlhlavského rybníka na Pištínském potoce. Vlhlavy jsou také název katastrálního území o rozloze 4,48 km².

## Historie
První písemná zmínka o vesnici pochází z roku 1273. Ve Vlhlavech bývala tvrz, ze které pocházeli Hrůzové z Vlhlav. V létě 1422 byla tvrz vypálena husity.

## Obyvatelstvo
| Rok            | 1869 | 1880 | 1890 | 1900 | 1910 | 1921 | 1930 | 1950 | 1961 | 1970 | 1980 | 1991 | 2001 | 2011 | 2021 |
| -------------- | ---- | ---- | ---- | ---- | ---- | ---- | ---- | ---- | ---- | ---- | ---- | ---- | ---- | ---- | ---- |
| Počet obyvatel | 211  | 200  | 184  | 184  | 192  | 179  | 165  | 113  | 98   | 90   | 61   | 52   | 50   | 55   | 57   |
| Počet domů     | 34   | 34   | 32   | 32   | 33   | 33   | 35   | 35   | 38   | 23   | 22   | 28   | 32   | 33   | 34   |

## Obecní správa
V letech 1850–1879 a opět 1943–1945 byly Vlhlavy osadou obce Plástovice. V letech 1879–1962 byly samostatnou obcí, od roku 1952 s osadou Malé Chrášťany. Od roku 1963 jsou obě vesnice součástí obce Sedlec.

## Pamětihodnosti
- Kaplička svatého Jana Nepomuckého, směr Pištín
- Usedlost čp. 5
- Usedlost čp. 8
- Hráz rybníka s výpustí, alej dubů

## Příroda
- Přírodní památka Velký Karasín
- Ptačí oblast Českobudějovické rybníky

## Galerie

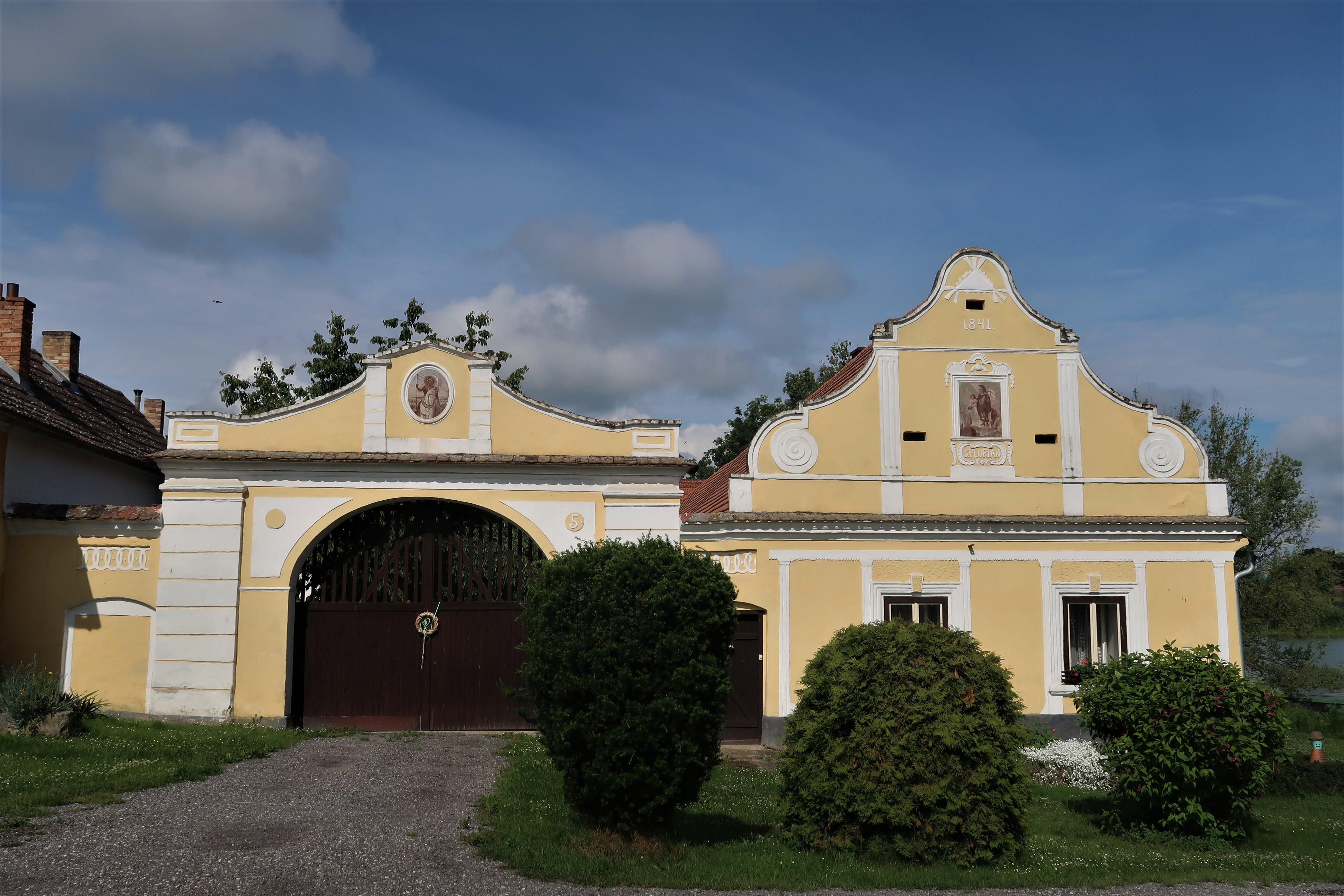
Selská usedlost čp. 5
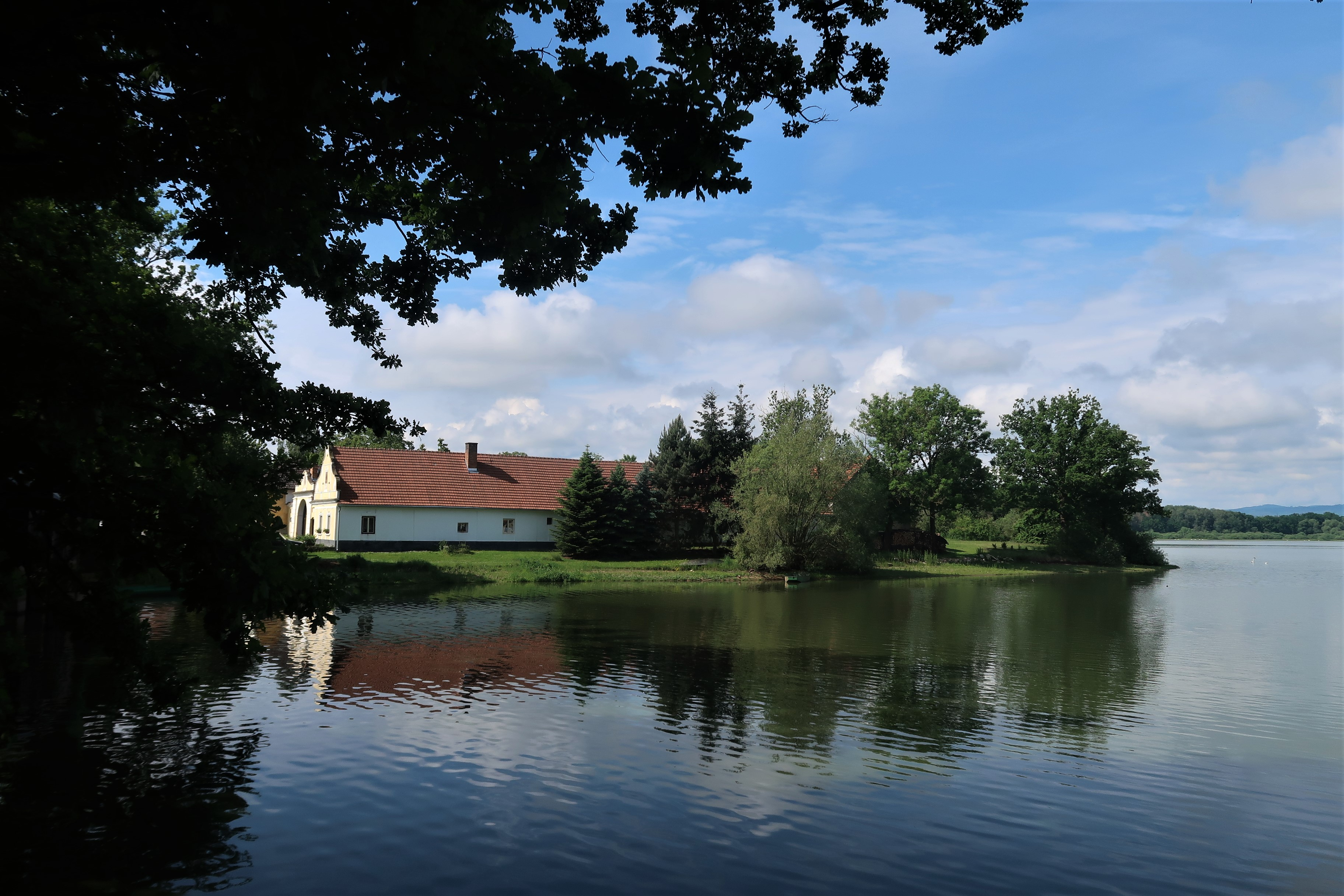
Vlhlavský rybník
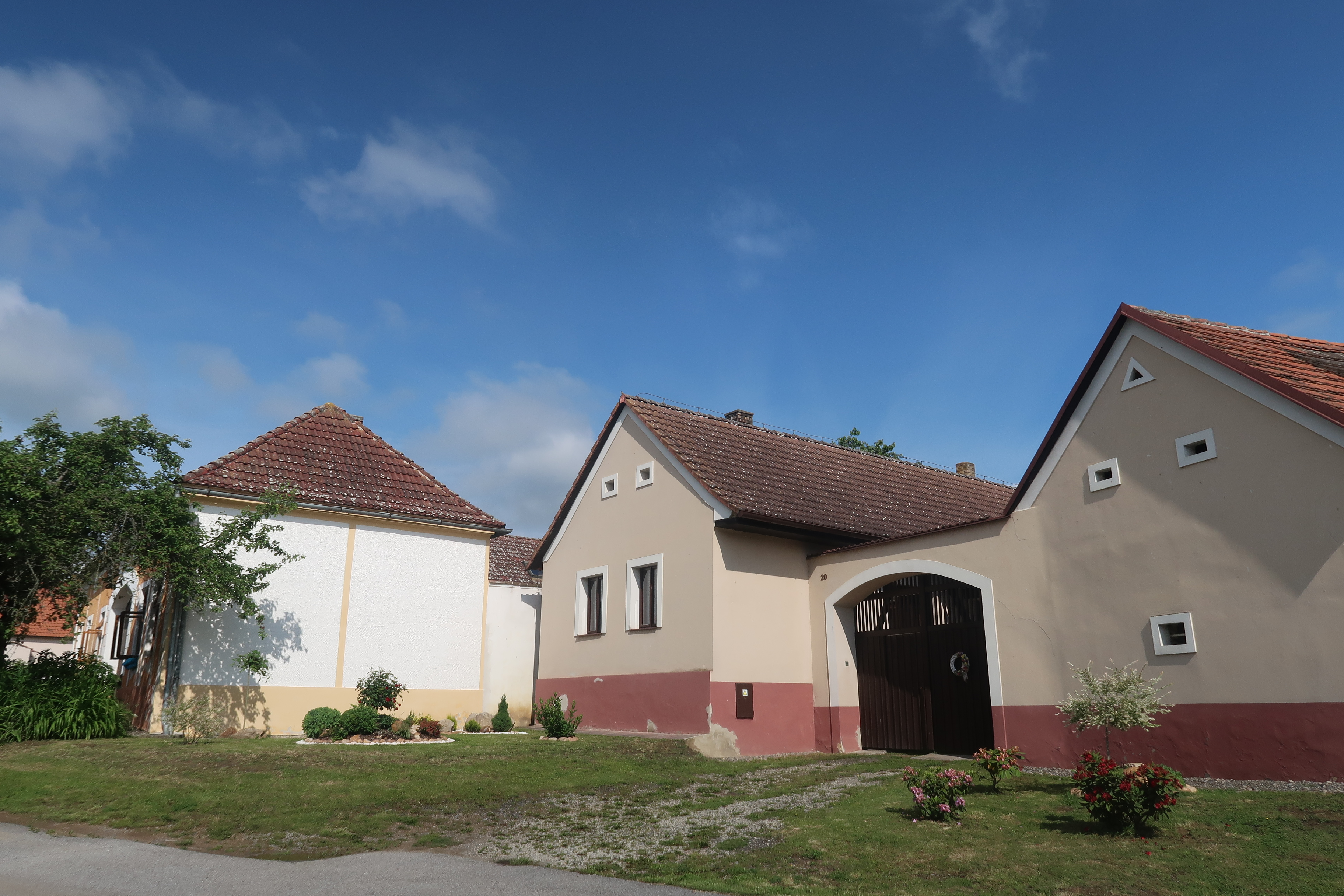
Selská usedlost čp. 19
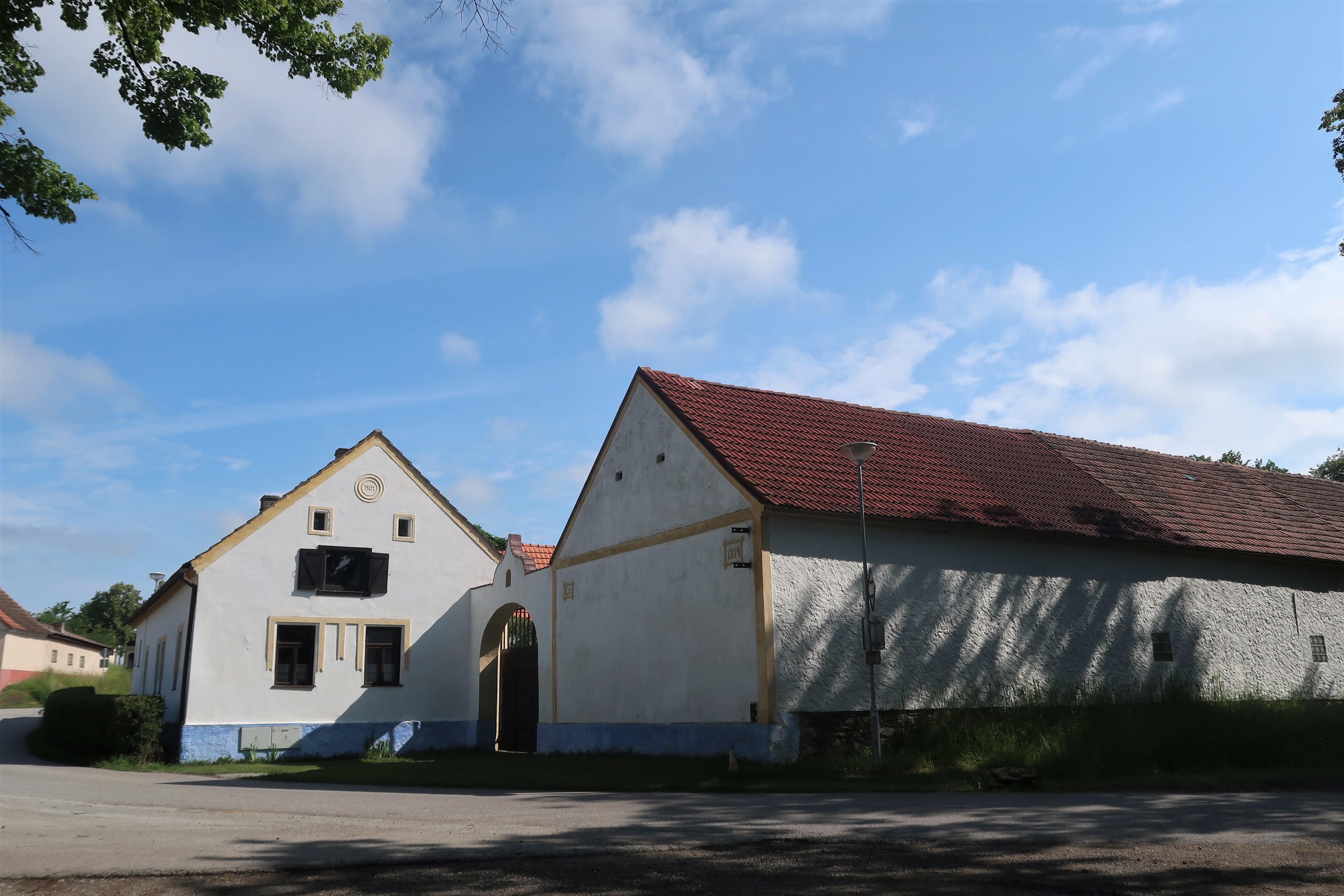
Selská usedlost čp. 22